# Convento de San Francisco (Valencia, España)

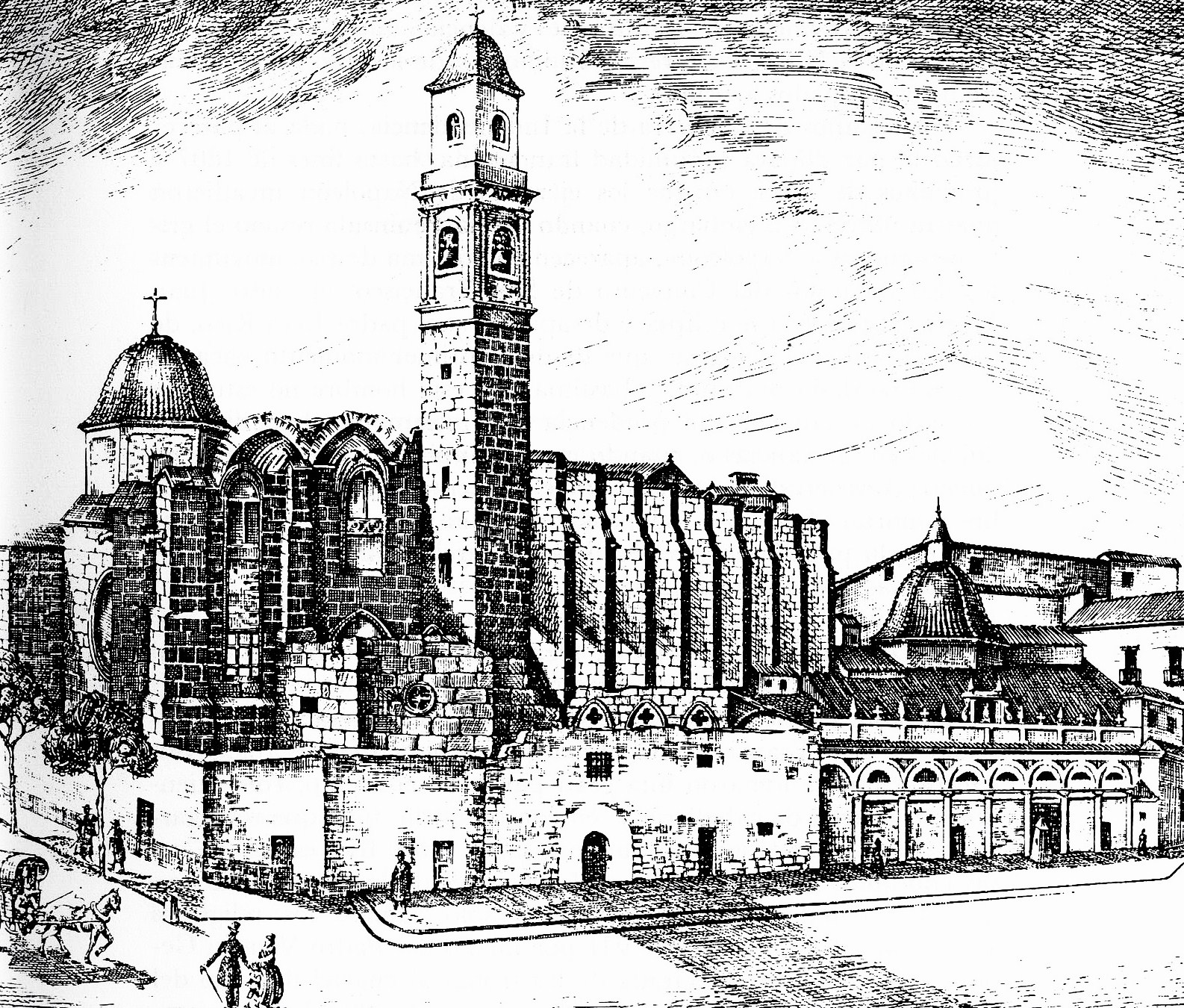
Convento de San Francisco, ca. 1840

El Convento de San Francisco de Valencia fue un monasterio franciscano que se encontraba en lo que es la actual plaza del Ayuntamiento de la ciudad.
En el año 1891 se realizó la demolición de este convento, dando paso a un enorme espacio abierto. Las autoridades municipales proyectaron la creación de la plaza destinada a actividades comerciales y público en general. 
A esta gran plaza se la llamó plaza de San Francisco, luego sería denominada plaza de Emilio Castelar, plaza del Caudillo, plaza del País Valenciano y, actualmente, plaza del Ayuntamiento.

## Origen y leyenda
El origen de este convento lo encontramos en la conquista de Valencia por parte del rey Jaime I el Conquistador. Según algunas fuentes, dos frailes franciscanos residentes en Teruel, fray Juan de Perusia y fray Pedro de Saxoferrato (ambos italianos) pasaron al Reino de Valencia en el año 1228 entonces en poder de los almohades. Una vez aquí predicaron por la ciudad, donde residía una comunidad mozárabe (ubicada por Chabás en el arrabal que se extendía desde Boadella hasta San Vicente de la Roqueta), y anticiparon al rey musulmán de Valencia Zeyt-Abu-Zeyt que perdería su reino y se convertiría al cristianismo, como finalmente sucedió, siendo bautizado con el nombre de Vicente Belvis. 
Este ordenó torturarlos y ejecutarlos en su palacio, que algunas fuentes situaban en la actual plaza del Ayuntamiento y del que no se tiene constancia. Los datos documentales apuntan a que la ejecución se realizó en la plaza conocida entonces como plaza de la Higuera, que se encontraba en la actual plaza de la Reina en el cruce con la calle del Mar. De una forma u otra en 1238 cuando Jaime I conquista la ciudad, concede a los frailes franciscanos, el terreno extramuros de la ciudad donde decían que según la tradición habían sido ejecutados los frailes antes mencionados.

## Situación

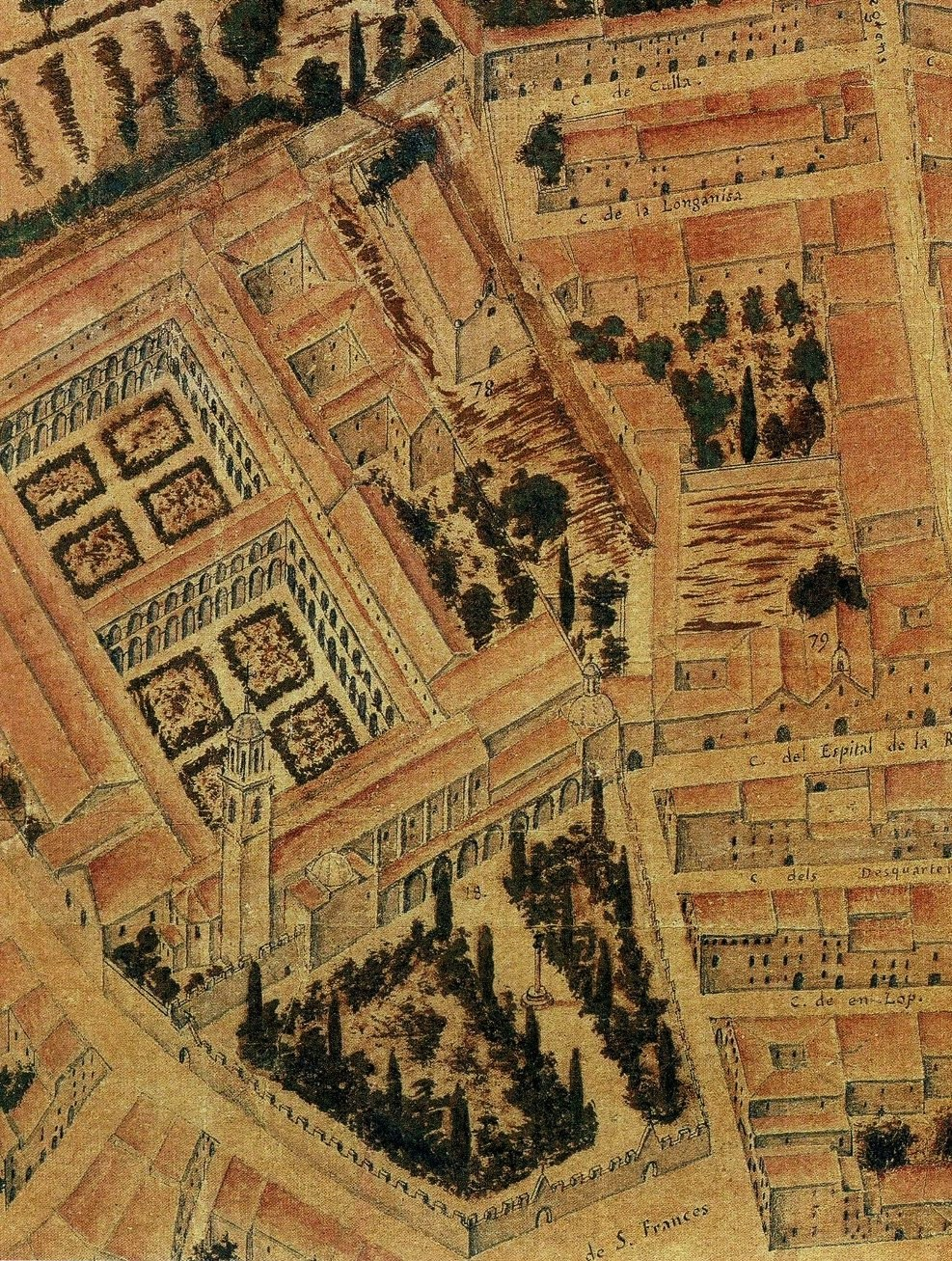
Convento de San Francisco en el plano de Tosca de 1704

El convento nació extramuros a la ciudad, próximo a la Puerta de la Boatella de la muralla árabe de Valencia y, que estaba situada en la actual calle de San Vicente cerca de la Iglesia de San Martín), nacería como donación real. 
El máximo esplendor del monasterio lo alcanzó entre los siglos XIV y XVII, siendo uno de los más importantes de la ciudad y encontrándose ya dentro del entorno amurallado tras la ampliación cristiana de Pedro el Ceremonioso. 
Según los datos que aporta el plano del Padre Tosca, el convento ocupaba prácticamente la totalidad de la plaza del Ayuntamiento, a excepción de un pequeño espacio en las confluencias de la calle San Vicente, Av. María Cristina y el trozo de plaza que limita con la calle Barcelonina. 
A espaldas del monasterio, donde se sitúan hoy los edificios de Telefónica y de La Equitativa, se encontraban las huertas del monasterio y el cementerio.

## El monasterio

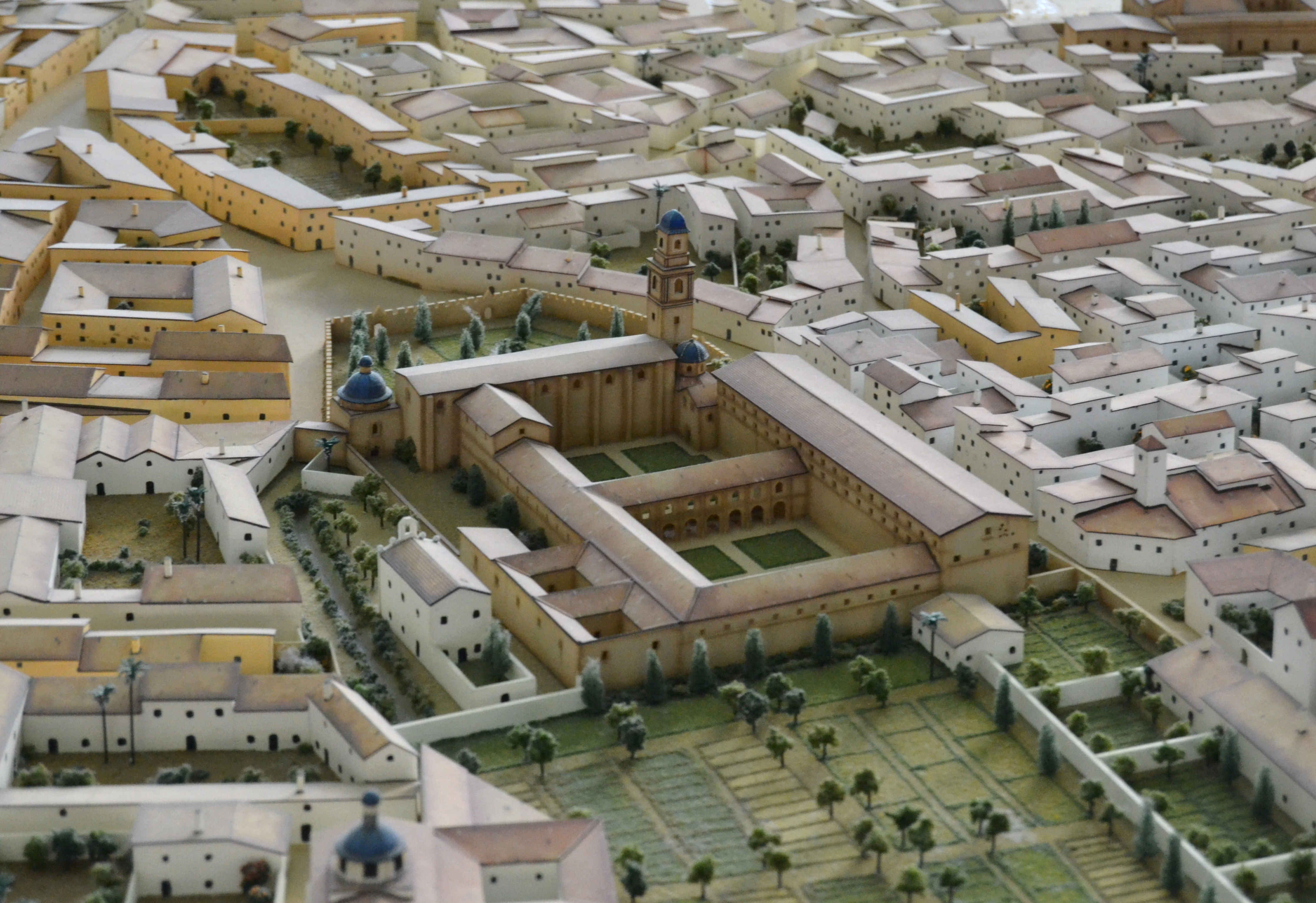
Convento de San Francisco en la maqueta de Valencia según el plano de Tosca. MuVIM.

El edificio estaba integrado por dos grandes claustros góticos de doble piso cada uno. Uno de ellos decorado con pinturas sobre la vida de san Francisco de Asís, del otro no tenemos referencias.
La iglesia original fue sustituida, debido a su estado ruinoso, por una de nueva planta en 1366 edificada por Berenguer Codinats, mayordomo de Pedro IV el Ceremonioso, siguiendo el estilo gótico. 
El templo estaba realizado en sillería, y formado por una nave con capillas entre sus contrafuertes, ábside poligonal y bóvedas de crucería. 
En 1376 se solicitó a los jurados de la ciudad y Reino de Valencia ayuda para reconstruir el convento que amenazaba ruina, construyéndose dos claustros y la sala capitular siguiendo el mismo estilo de la iglesia, las obras fueron financiadas con ayuda del Marqués de Guadalest y de don Vidal de Vilanova.
La entrada al convento disponía de un amplio jardín con grandes árboles monumentales y todo el recinto estaba rodeado por un muro que en el año 1805 fue derribado con la oposición de los frailes.
En 1675 la iglesia fue restaurada siguiendo el gusto barroco, a excepción de las bóvedas, siendo decorada de forma un tanto exagerada casi churrigueresca (cornisas cargadas de flores, medallones en las claves de los arcos, florones de gran tamaño, etc.) y ya en el año 1814, una nueva restauración devolvió el templo a su estado original.
En 1768 se celebró un Capítulo General de la Orden Franciscana. 

### Capillas
- Capilla de Nuestra Señora de los Ángeles llamada de la Porciúncula, regida por la Cofradía del seráfico padre San Francisco, obra de Juan Bautista Pérez Castiel se encontraba rematada por una cúpula de gran altura.
- Capilla de la Inmaculada Concepción.
- Capilla del Buen Pastor, realizada a finales del siglo XVII, principios del XVIII.

### Campanario
El campanario realizado en sillería, tenía planta cuadrada, estaba rematado por un cuerpo rectangular y una pequeña cúpula, disponía de una gran altura y se encontraba junto a la Capilla de Nuestra Señora de los Ángeles.

## Reliquias y obras de arte
Durante siglos reposaron en el monasterio además de los restos del rey Abu Zeyt los de otros muchos nobles y personalidades.
Existe constancia de distintos lienzos como uno del Salvador Eucarístico pintado por Juan de Juanes, que actualmente se encuentran en el Museo de Bellas Artes San Pio V de Valencia.

## Últimos años

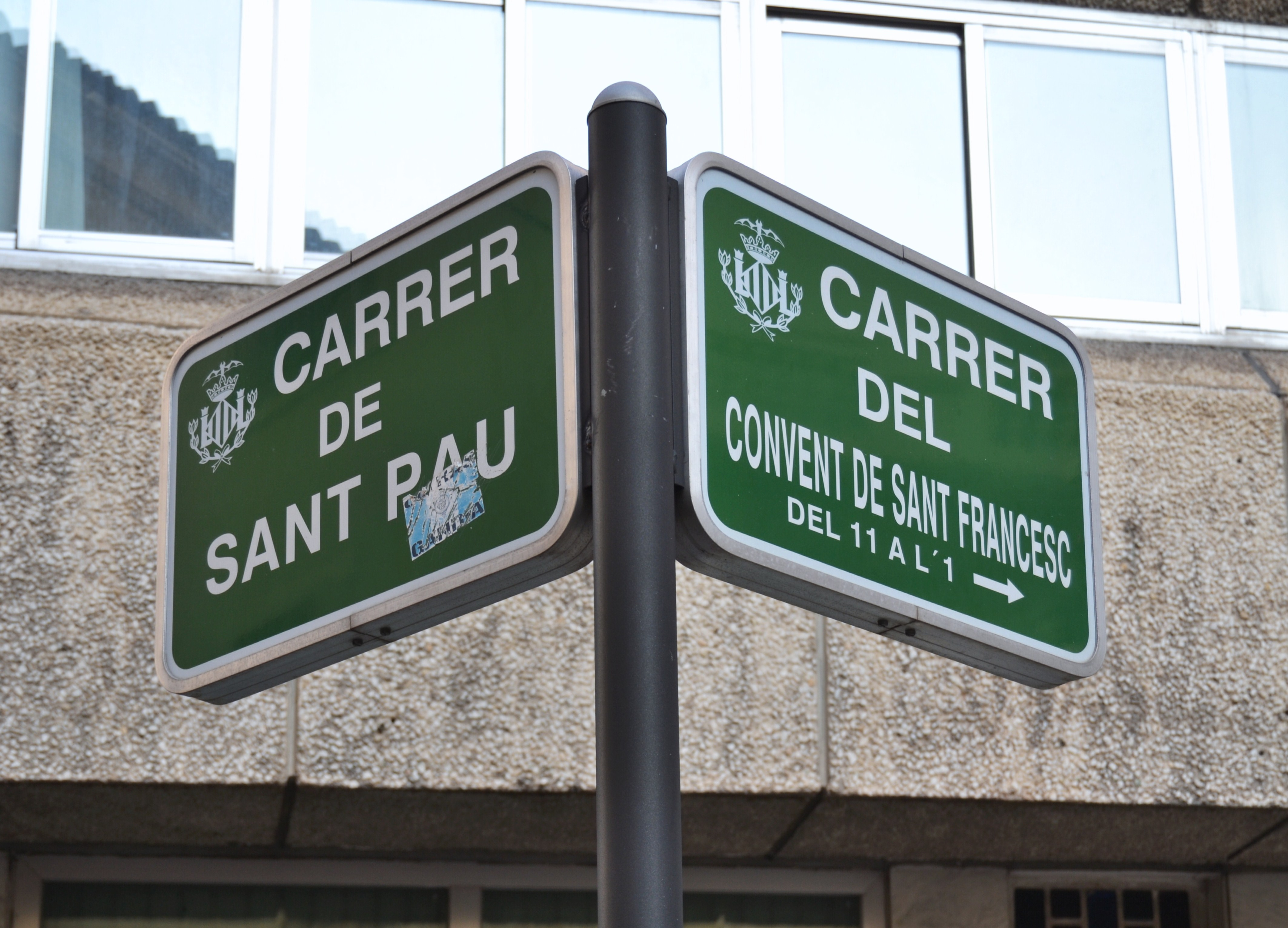
Letrero de la calle de Convent de Sant Francesc, única evidencia del desaparecido convento.

En la primera mitad del siglo XIX sufrió las vicisitudes de la época, guerra de la independencia, disputas entre absolutistas y liberales, desamortizaciones, exclaustraciones,... 
En 1823 parte del monasterio es confiscado como cuartel militar. En 1827 los frailes recuperan la propiedad pero ya no fueron capaces de recuperar el viejo esplendor.
Su situación en pleno corazón de la nueva zona de crecimiento de la ciudad y, finalmente la ley de Desamortización y Exclaustración de 1835 (que obligó a los frailes a abandonar el convento), terminaron con casi 600 años de historia. Las instalaciones pasaron a ser utilizadas por el Cuartel de Caballería de los Lanceros de Numancia, lo que no evitó su deterioro.
En el año 1891 el monasterio de San Francisco fue demolido totalmente dando paso a la actual plaza del Ayuntamiento y sus huertas a manzanas de edificios, ya en el siglo XX.